# Joyce Moreno

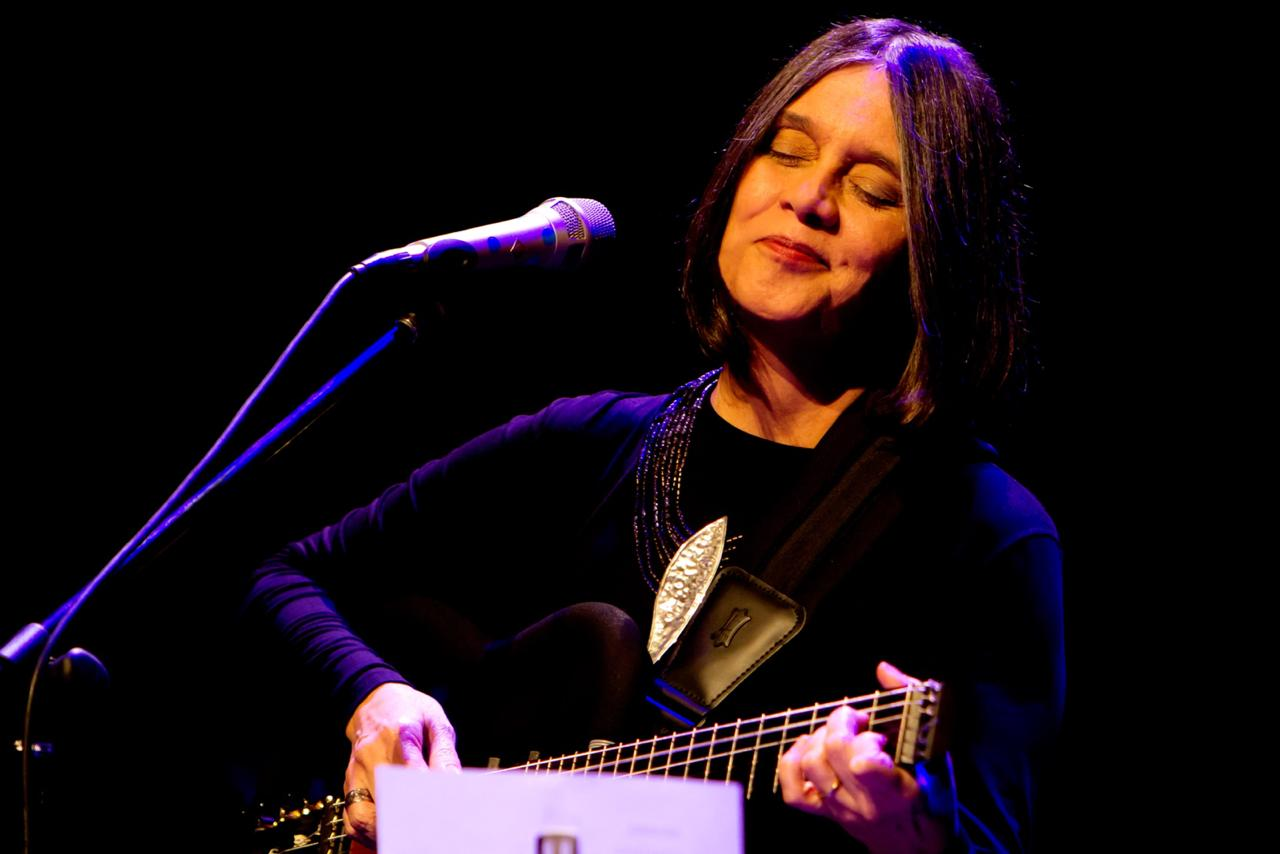
Joyce Moreno bei einem Auftritt 2010

Joyce Silveira Moreno (* 31. Januar 1948 in Rio de Janeiro als Joyce Silveira Palhano de Jesus)  ist eine brasilianische Sängerin der Música Popular Brasileira, die einen Großteil ihrer Karriere als Joyce (Aussprache [ˈʒojsi]) absolvierte. Als Songwriterin verfasste sie mehr als 300 Songs, die auch in Filmsoundtracks, wie The Player von Robert Altman verwendet wurden; ein Teil ihres Werks lässt sich auch in den Fusion Jazz einordnen (sie selbst verwendet den Begriff einer Música creativa brasileira).

## Leben
Joyce, die von Ella Fitzgerald, Miles Davis und Billie Holiday beeinflusst ist, startete ihre Karriere in einer Vokalgruppe, die 1964 auf dem Album Conjunto Sambacana zu hören war. 1968 wurde ihr erstes Soloalbum, Joyce, von Philips veröffentlicht. 1970 setzte sie ihre Karriere mit der Gruppe A Tribo fort, zu der damals Nelson Ângelo, Toninho Horta, Novelli und Naná Vasconcelos gehörten. 1972 erhielt sie einen Plattenvertrag bei EMI. Nach einer Babypause tourte sie 1975 international mit Vinícius de Moraes und präsentierte sich auch als Gitarristin. In New York nahm sie 1977 ein von Claus Ogerman produziertes Album mit Musikern wie Michael Brecker auf (das nie veröffentlicht wurde). 1980 hatte sie mit ihrem Song Clareana (einem Schlaflied für ihre Töchter) einen Hit in Brasilien. In der Folge wurden ihre Lieder von Stars wie Milton Nascimento, Elis Regina oder Maria Bethânia interpretiert. Nachdem in den 1980er Jahren ihre Alben stark beachtet wurden, wurde sie 1985 nach Japan eingeladen. In den folgenden Jahren wurde ihre Musik auch von der drum'n'bossa-Szene, etwa in Großbritannien, häufig verwendet.
Joyce ist Moderatorin der Fernsehshow Cantos do Rio. 1997 veröffentlichte sie ihr Buch Fotografei Você na Minha Rolleyflex (MultiMais Editorial), das ihre Erfahrungen in der brasilianischen Musikszene behandelte und persönliche Porträts von Mitmusikern wie João Gilberto enthielt. 2004 hatte sie mit Just a Little Bit Crazy (begleitet von Bugge Wesseltoft und Banda Maluca) einen internationalen Hit. Auch arbeitete sie mit Yōko Kanno für den Soundtrack der ersten Folge des Anime Wolf’s Rain.
Die Sängerin, die mit dem Schlagzeuger und Produzenten Tutty Moreno verheiratet ist, tritt seit 2009 als Joyce Moreno auf. In den letzten Jahren arbeitete sie häufig mit João Donato.

## Diskographie
- 1968 – Joyce (Philips)
- 1969 – Encontro Marcado (Philips)
- 1971 – Posições (Odeon)
- 1972 – Nelson Ângelo e Joyce (Odeon)
- 1976 – Passarinho urbano (Fonit-Cetra, Italien)
- 1980 – Feminina (Odeon)[1]
- 1981 – Água e Luz (Odeon)
- 1983 – Tardes cariocas (1984, Feminina Produções)
- 1985 – Saudade do futuro (Pointer)
- 1986 – Wilson Batista, o samba foi sua glória (Funarte/Continental)
- 1987 – Tom Jobim – os anos 60 (SBK/EMI-Odeon)
- 1988 – Negro demais no coração (SBK/EMI-Odeon)
- 1989 – Joyce ao vivo (EMI-Odeon)
- 1990 – Music inside (Verve/PolyGram, US, UK)
- 1991 – Language and Love (auch als Línguas e amores)
- 1994 – Revendo amigos (EMI-Odeon)
- 1994 – Delírios de Orfeu (NEC Avenue, Japan)
- 1995 – Live at the Mojo Club (Verve/Polygram, Germany).
- 1996 – Sem você (Omagatoki, Japan) – mit Toninho Horta
- 1996 – Ilha Brasil (EMI-Odeon, Brazil; Omagatoki, Japan; World Pacific-Blue Note, US).
- 1998 – Astronauta (Cancões de Elis) (Blue Jackel, US; Pau Brasil, Brazil; Omagatoki, Japan).
- 1999 – Hard Bossa (Far Out, UK).
- 2000 – Tudo Bonito (Epic/Sony Music)
- 2001 – Gafieira Moderna (Far Out, UK; Biscoito Fino, Brazil).
- 2003 – Bossa Duets (Sony)
- 2004 – Just A Little Bit Crazy (Far Out, UK; mit Banda Maluca)
- 2005 – DVD – Banda Maluca Ao Vivo (Biscoito Fino)
- 2005 – Rio Bahia (Far Out) – mit Dori Caymmi
- 2007 – Samba-Jazz & Outras Bossas – mit Tutty Moreno
- 2008 – Joyce Ao Vivo (CD/DVD)
- 2009 – Visions of Dawn (Far Out) – Recorded in Paris, 1976
- 2009 – Celebrating Jobim (Japan) – mit der WDR Big Band
- 2009 – Slow Music (Biscoito Fino)
- 2010 – Aquarius (FarOut Recordings) – mit João Donato
- 2013 – Tudo (FarOut Recordings)
- 2022 –  Natureza (produced, arranged & conducted by Claus Ogerman)[2]